# Medalla Albert Einstein
La Medalla Albert Einstein es un premio suizo entregado por la Sociedad Albert Einstein en Berna. La primera edición fue en 1979, el premio es entregado a personas que "han brindado servicios" en conexión con Albert Einstein cada año. 
En el año 2018 Juan Martín Maldacena fue el primer y único científico de habla hispana y de Iberoamérica en haber recibido el galardón.

## Ganadores
- 1979: Stephen Hawking
- 1982: Friedrich Wahlen
- 1983: Hermann Bondi
- 1984: Victor Weisskopf
- 1985: Edward Witten
- 1986: Rudolf Mössbauer
- 1987: Jeanne Hersch
- 1988: John Archibald Wheeler
- 1989: Markus Fierz
- 1990: Roger Penrose
- 1991: Joseph Hooton Taylor, Jr.
- 1992: Peter Bergmann
- 1993: Max Flückiger, Adolf Meichle
- 1994: Irwin Shapiro
- 1995: Chen Ning Yang
- 1996: Thibault Damour
- 1998: Claude Nicollier
- 1999: Friedrich Hirzebruch
- 2000: Gustav Andreas Tammann
- 2001: Johannes Geiss, Hubert Reeves
- 2003: George F. Smoot
- 2004: Michel Mayor
- 2005: Murray Gell-Mann
- 2006: Gabriele Veneziano
- 2007: Reinhard Genzel
- 2008: Beno Eckmann
- 2009: Kip Thorne
- 2010: Hermann Nicolai
- 2011: Saul Perlmutter y Adam Riess
- 2012: Alain Aspect
- 2013: Roy Kerr
- 2014: Tom W. B. Kibble
- 2015: Stanley Deser y Charles Misner
- 2016: Alexei Yuryevich Smirnov
- 2017: LIGO Scientific Collaboration
- 2018: Juan Martín Maldacena[1]
- 2019: Clifford Martin Will